# Los Angeles Lakers 2008-2009
La stagione 2008-09 dei Los Angeles Lakers fu la 60ª nella NBA per la franchigia.
I Los Angeles Lakers vinsero la Pacific Division della Western Conference con un record di 65-17. Nei play-off vinsero il primo turno con gli Utah Jazz (4-1), la semifinale di conference con gli Houston Rockets (4-3), la finale di conference con i Denver Nuggets (4-2), vincendo poi il titolo battendo nella finale NBA gli Orlando Magic (4-1).
Lo Staples Center ha registrato il tutto esaurito in tutte le 41 gare interne.

## Arrivi/partenze

### Draft
| Giro | Scelta | Giocatore    | Ruolo | Nazione     | College    |
| ---- | ------ | ------------ | ----- | ----------- | ---------- |
| 2    | 58     | Joe Crawford | G     | Stati Uniti | Georgetown |

### Scambi
| 7 febbraio, 2009  | Ai Los Angeles Lakers Adam Morrison e Shannon Brown                                  | Ai Charlotte Bobcats Vladimir Radmanović |
| 18 febbraio, 2009 | Ai Los Angeles Lakers La scelta dei Memphis Grizzlies al secondo giro del draft 2013 | Ai Memphis Grizzlies Chris Mihm          |

### Mercato

#### Acquisti
| Giocatore   | Firmato   | Provenienza          |
| Josh Powell | 14 agosto | Los Angeles Clippers |

#### Cessioni
| Giocatore    | Ceduto    | Destinazione          |
| Ronny Turiaf | 18 luglio | Golden State Warriors |
| Coby Karl    | 1º luglio | free agent            |
| Ira Newble   | 1º luglio | free agent            |

## Roster
| \| Pos. \| Num. \| Naz. \| Nome \| Altezza \| Peso \| Data nascita \| Provenienza \| \| ---- \| ---- \| ---- \| -------------------- \| ------- \| ------ \| ------------ \| --------------------------------------- \| \| A \| 3 \| \| Ariza, Trevor \| 203 cm \| 97 kg \| 30-06-1985 \| UCLA \| \| G \| 12 \| \| Brown, Shannon \| 193 cm \| 93 kg \| 29-11-1985 \| Michigan State \| \| G \| 24 \| \| Bryant, Kobe \| 198 cm \| 93 kg \| 23-08-1978 \| Lower Merion High School (Pennsylvania) \| \| C \| 17 \| \| Bynum, Andrew \| 213 cm \| 129 kg \| 27-10-1987 \| St. Joseph High School (New Jersey) \| \| G \| 5 \| \| Farmar, Jordan \| 188 cm \| 82 kg \| 30-11-1986 \| UCLA \| \| G \| 2 \| \| Fisher, Derek \| 185 cm \| 95 kg \| 09-08-1974 \| Arkansas–Little Rock \| \| A \| 16 \| \| Gasol, Pau \| 213 cm \| 113 kg \| 06-07-1980 \| Barca (Spain) \| \| C \| 28 \| \| Mbenga, D.J. \| 213 cm \| 115 kg \| 30-12-1980 \| OpenJobMetis Varese (Italy) \| \| C \| 31 \| \| Mihm, Chris \| 213 cm \| 120 kg \| 16-07-1979 \| Texas Longhorns \| \| A \| 6 \| \| Morrison, Adam \| 203 cm \| 93 kg \| 19-07-1984 \| Gonzaga \| \| A \| 7 \| \| Odom, Lamar \| 208 cm \| 104 kg \| 06-11-1979 \| Rhode Island \| \| A \| 21 \| \| Powell, Josh \| 206 cm \| 102 kg \| 25-01-1983 \| North Carolina State \| \| A \| 10 \| \| Radmanović, Vladimir \| 208 cm \| 103 kg \| 19-11-1980 \| Stella Rossa \| \| G \| 18 \| \| Vujačić, Saša \| 201 cm \| 88 kg \| 08-03-1984 \| Pallalcesto Amatori Udine (Italy) \| \| A \| 4 \| \| Walton, Luke \| 203 cm \| 107 kg \| 28-03-1980 \| Arizona \| \| G \| 9 \| \| Yue, Sun \| 206 cm \| 93 kg \| 06-11-1985 \| Beijing Olympians (United States) \| | Allenatore - Phil Jackson Assistente/i - Jim Cleamons (Vice-allenatore) - Frank Hamblen (Vice-allenatore) - Kurt Rambis (Vice-allenatore) - Brian Shaw (Vice-allenatore) - Kareem Abdul-Jabbar (Vice-allenatore speciale) - Craig Hodges (Vice-allenatore speciale) - Gary Vitti (Preparatore atletico) Legenda - (C) Capitano - (FA) Free agent - (S) Sospeso - (TW) Contratto Two-way - (GL) Assegnato a squadra G League affiliata - Infortunato Roster • Transazioni · Ultima transazione: 25 giugno 2009 |                         |                      |         |        |              |                                         |
| Pos. | Num. | Naz.                    | Nome                 | Altezza | Peso   | Data nascita | Provenienza                             |
| A | 3 | Stati Uniti (bandiera)  | Ariza, Trevor        | 203 cm  | 97 kg  | 30-06-1985   | UCLA                                    |
| G | 12 | Stati Uniti (bandiera)  | Brown, Shannon       | 193 cm  | 93 kg  | 29-11-1985   | Michigan State                          |
| G | 24 | Stati Uniti (bandiera)  | Bryant, Kobe         | 198 cm  | 93 kg  | 23-08-1978   | Lower Merion High School (Pennsylvania) |
| C | 17 | Stati Uniti (bandiera)  | Bynum, Andrew        | 213 cm  | 129 kg | 27-10-1987   | St. Joseph High School (New Jersey)     |
| G | 5 | Stati Uniti (bandiera)  | Farmar, Jordan       | 188 cm  | 82 kg  | 30-11-1986   | UCLA                                    |
| G | 2 | Stati Uniti (bandiera)  | Fisher, Derek        | 185 cm  | 95 kg  | 09-08-1974   | Arkansas–Little Rock                    |
| A | 16 | Spagna (bandiera)       | Gasol, Pau           | 213 cm  | 113 kg | 06-07-1980   | Barca (Spain)                           |
| C | 28 | RD del Congo (bandiera) | Mbenga, D.J.         | 213 cm  | 115 kg | 30-12-1980   | OpenJobMetis Varese (Italy)             |
| C | 31 | Stati Uniti (bandiera)  | Mihm, Chris          | 213 cm  | 120 kg | 16-07-1979   | Texas Longhorns                         |
| A | 6 | Stati Uniti (bandiera)  | Morrison, Adam       | 203 cm  | 93 kg  | 19-07-1984   | Gonzaga                                 |
| A | 7 | Stati Uniti (bandiera)  | Odom, Lamar          | 208 cm  | 104 kg | 06-11-1979   | Rhode Island                            |
| A | 21 | Stati Uniti (bandiera)  | Powell, Josh         | 206 cm  | 102 kg | 25-01-1983   | North Carolina State                    |
| A | 10 | Serbia (bandiera)       | Radmanović, Vladimir | 208 cm  | 103 kg | 19-11-1980   | Stella Rossa                            |
| G | 18 | Slovenia (bandiera)     | Vujačić, Saša        | 201 cm  | 88 kg  | 08-03-1984   | Pallalcesto Amatori Udine (Italy)       |
| A | 4 | Stati Uniti (bandiera)  | Walton, Luke         | 203 cm  | 107 kg | 28-03-1980   | Arizona                                 |
| G | 9 | Cina (bandiera)         | Yue, Sun             | 206 cm  | 93 kg  | 06-11-1985   | Beijing Olympians (United States)       |

## Regular season

### Ottobre 2008
| Arbitro: | Joe Forte, Ken Mauer, David Guthrie |

|                                                      |           |                                                      |
| Pt: K. Bryant 23 Rimb: K. Bryant 11 Ass: J. Farmar 6 | Marcatori | Pt: T. Outlaw 18 Rimb: J. Przybilla 11 Ass: B. Roy 5 |

| Arbitro: | Derek Richardson, Rodney Mott, Bill Spooner |

|                                                      |           |                                                            |
| Pt: A. Thornton 16 Rimb: T. Thomas 8 Ass: B. Davis 7 | Marcatori | Pt: K. Bryant 16 Rimb: P. Gasol-A. Bynum 9 Ass: P. Gasol 6 |